# Elise Thorsnes
Elise Hove Thorsnes (Leikanger, 14 agosto 1988) è una calciatrice norvegese, attaccante del Vålerenga.

## Carriera

### Club
Dopo essersi avvicinata al calcio tesserandosi per il Kaupanger IL, società polisportiva con sede nell'omonimo villaggio del comune di Sogndal, nella contea di Vestland e giocando nella sua formazione di calcio femminile, Elise Thorsnes stipula un accordo con il neopromosso Arna-Bjørnar per giocare in Toppserien, il massimo livello del campionato norvegese, dalla stagione 2006. Rimane tre stagioni congedandosi al termine del campionato 2008 con un tabellino personale di 39 reti siglate su 55 incontri disputati.
Nell'inverno 2008 si trasferisce al Røa Dynamite Girls, fresco del 2º titolo nazionale e semifinalista in Coppa di Norvegia, dove viene schierata nel reparto offensivo per rinforzare ulteriormente l'organico al fine di conquistare nuovamente il titolo di Campione di Norvegia e per affrontare la UEFA Women's Cup dove rappresenta la sua nazione per la seconda volta nella sua storia sportiva. Thorsnes fa il suo debutto internazionale in una competizione UEFA per club nel corso del campionato 2008-2009 dove, il 30 settembre 2009, in occasione dei sedicesimi di finale, scende in campo nell'incontro in cui il Røa supera per 3-0 le inglesi dell'Everton. Con le Dynamite Girls rimane quattro stagioni, contribuendo alla conquista di due titoli nazionali, nel 2009 e 2011, e di due Coppa di Norvegia nel 2009 e 2010, congedandosi al termine del 2011 con 61 reti segnate su 79 partite di campionato.
All'avvio della stagione 2013 passa allo Stabæk, arrivato secondo in campionato dietro all'LSK Kvinner, e che grazie al suo nuovo apporto in fase offensiva punta a bissare l'unico titolo conquistato nel 2010. Thorsnes e la sua squadra riescono nell'impresa conquistando con il double titolo e finale di Coppa, e che incoronerà la giocatrice con il titolo di capocannoniere del torneo con 19 reti al suo attivo. Rimasta un'altra stagione, lascia lo Stabæk al termine del 2014, con 40 presenze in campionato e andando a rete in 31 occasioni.
Dalla stagione 2014 veste la maglia dell'Avaldsnes.
Nel 2017 prende parte al campionato australiano, indossando la tenuta verde del Canberra United per giocare in W-League, l'allora denominazione della massima serie australiana di categoria, il campionato 2017-2018.
Conclusa l'esperienza australiana decide di affrontare il suo secondo campionato estero, sottoscrivendo un accordo con lo Utah Royals per disputare il campionato 2018 della National Women's Soccer League, massimo livello professionistico statunitense. Con la squadra con sede a Sandy ottiene il quinto posto nella stagione regolare, fallendo così l'accesso ai play-off per il titolo nazionale, venendo impiegata in 9 incontri partendo tutti dalla panchina. A stagione conclusa lo Utah Royals decide di non usufruire dell'opzione sul contratto mettendola sul mercato, tuttavia non essendo stata rivendicata da alcuna altra squadra chiude la sua esperienza nordamericana.
Decide così di far ritorno in patria, sottoscrivendo un contratto con il LSK Kvinner per la stagione 2019. A fine stagione festeggia con le compagne il double campionato-Coppa, portando a quattro nel personale palmarès sia i titoli di Campione di Norvegia che il numero di Coppe di Norvegia. Al termine della stagione si è trasferita in Australia al Canberra United, partecipante al campionato di W-League, tornando nella squadra dove aveva giocato due anni prima. L'esperienza australiana è durata per il periodo invernale, infatti Thorsnes è rientrata in Norvegia per l'avvio della stagione 2020, sottoscrivendo un contratto con l'Avaldsnes. Al termine della stagione, condizionata dalle restrizioni legate alla pandemia di COVID-19, ha lasciato l'Avaldsnes per trasferirsi al Vålerenga, campione di Norvegia in carica.

### Nazionale
Thorsnes viene convocata dalla Federcalcio norvegese (NFF) per rappresentare il suo paese vestendo la maglia della formazione Under-17 debuttando, a soli 15 anni, il 14 maggio 2004 nella partita vinta per 3-1 sulle pari età della Danimarca. Da allora è stata convocata in tutte le giovanili U-19 (2005-2007), U-21 (2006), U-20 (due presenze al mondiale di Cile 2008) e U-23 (2007-2010).
Le sue prestazioni convincono la federazione ad inserirla in rosa dal 2006 nella formazione della nazionale maggiore, con cui ha partecipato e tre campionati europei (nel 2013, chiuso al secondo posto) e a tre Mondiali, Germania 2011, Canada 2015 e Francia 2019, ottenendo in quest'ultimo il migliore risultato a un mondiale, i quarti di finale.

## Palmarès

### Club
- Campionato norvegese: 6

Røa: 2009, 2011
Stabæk: 2013
LSK Kvinner: 2019
Vålerenga: 2023, 2024
- Coppa di Norvegia: 6

Røa: 2009, 2010
Stabæk: 2013
LSK Kvinner: 2019
Vålerenga: 2021, 2024

### Individuale
- Capocannoniere del campionato norvegese: 3

2006 (19 reti a pari merito con Tonje Hansen), 2013 (19 reti), 2022 (19 reti)
- Gullklokka

2009